# Нижнее Нижемское
Нижнее Нижемское — пресноводное озеро на территории Амбарнского сельского поселения Лоухского района Республики Карелии.

## Общие сведения
Площадь озера — 1 км², площадь водосборного бассейна — 48 км². Располагается на высоте 53,1 метров над уровнем моря.
Форма озера продолговатая: оно более чем на два километра вытянуто с северо-востока на юго-запад. Берега каменисто-песчаные, преимущественно возвышенные.
Через озеро течёт река Нижма, впадающая в озеро Лисье, которое соединяется со Стойковской губой Белого моря.
В озере расположено не менее трёх небольших безымянных островов.
Населённые пункты вблизи водоёма отсутствуют.
Код объекта в государственном водном реестре — 02020000711102000002934.